# بطولة آسيا تحت 16 سنة لكرة القدم للسيدات
بطولة آسيا تحت 16 سنة للناشئات لكرة القدم هي بطولة للمنتخبات لكرة قدم للسيدات ينظمها الاتحاد الآسيوي لكرة القدم. كما أنها بمثابة تصفيات مؤهلة لكأس العالم للسيدات تحت 17 سنة.
أقيمت النسخة الأولى من البطولة في 2005. ويشارك في النهائيات ثمانية منتخبات.

## مشاركات الدول
| # | الدولة         | الفائز | الوصيف | المركز الثالث | المركز الرابع | مجموع |
| - | -------------- | ------ | ------ | ------------- | ------------- | ----- |
| 1 | كوريا الشمالية | 3      | 3      | 0             | 0             | 6     |
| 2 | اليابان        | 3      | 2      | 2             | 0             | 7     |
| 3 | كوريا الجنوبية | 1      | 1      | 1             | 2             | 5     |
| 4 | الصين          | 0      | 1      | 3             | 2             | 6     |
| 5 | تايلاند        | 0      | 0      | 1             | 2             | 3     |
| 6 | أستراليا       | 0      | 0      | 0             | 1             | 1     |

## وصلات خارجية
- الموقع الرسمي